# Sergei Jurjewitsch Kusowlew

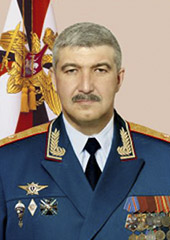
Sergei Kusowlew (2016)

Sergei Jurjewitsch Kusowlew (russisch Сергей Юрьевич Кузовлев; * 7. Januar 1967 in Mitschurinsk) ist ein russischer Offizier, zuletzt im Range eines Generalobersten.

## Leben
Nach seinem Schulabschluss 1984 besuchte er bis 1990 die Militärakademie der Luftlandetruppen der Sowjetunion in Rjasan.
Als Regimentskommandeur des 506. Rotbanner-Garde-MotSchützen-Regiments der 27. Garde-MotSchützen-Division nahm er an den beiden Tschetschenienkriegen teil. Zwischen 2005 und 2008 war er Kommandeur der 15. Selbstständigen MotSchützen-Brigade, bevor er zum Studium an die Akademie des Generalstabs kommandiert wurde. Nach dem Abschluss der Akademie im Juli 2010 wurde er zum Kommandeur der 18. Selbstständigen Garde-MotSchützen-Brigade ernannt. Anfang 2014 wurde er zum Chef des Stabes der 58. Armee ernannt.
Ende August 2015 meldeten ukrainische Behörden, Kusowlew hätte zwischen Herbst 2014 und Winter 2015 den russischen Anteil des 2. Armeekorps der Lugansker Volksrepublik kommandiert, wobei dies von der russischen Seite dementiert wurde.
Zwischen Juli 2015 und August 2016 diente er als Kommandeur der 20. Garde-Armee, zwischen August 2016 und Januar 2017 als Kommandeur der 58. Armee. Im März 2017 wurde er zum Kommandeur der neu aufgestellten 8. Garde-Armee ernannt, bevor er im Februar 2019 als Chef des Stabes und Stv. Kommandeur des Südlichen Militärbezirkes eingesetzt wurde.
Im Zeitraum November 2020 bis Februar 2021 diente er als Kommandeur der Gruppe der Russischen Streitkräfte in Syrien.
Im Juni 2021 wurde er mit der Führung des Südlichen Militärbezirks betraut, am 13. Dezember 2022 wurde er offiziell Kommandeur eines Militärbezirks als Kommandeur des Westlichen Bezirks.
Ukrainischen Geheimdienstinformationen zufolge wurde Kusowlew dieses Postens bereits nach etwas mehr als einem Monat am 26. Dezember wieder enthoben. Am 23. Januar 2023 wurde offiziell bekannt gegeben, dass Kusowlew auf den Posten des Kommandeurs des Südlichen Militärbezirks versetzt worden war.
Einige Quellen geben an, dass er seit April 2023 als Befehlshaber der Gruppe „Süd“ eingesetzt wird.